# Chaparana unculuanus
Chaparana unculuanus és una espècie de granota que es troba a la Xina i, possiblement també, al Vietnam.
Està amenaçada d'extinció per la pèrdua del seu hàbitat natural.